# Marina Hoermanseder

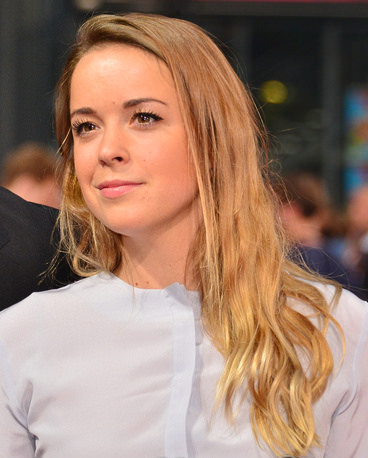
Marina Hoermanseder (2014)

Marina Hoermanseder (* 19. Juni 1986 in Wien) ist eine österreichische Modedesignerin.

## Leben
Marina Hoermanseder wurde als Tochter des langjährigen Vorstandschefs von Mayr-Melnhof Karton, Wilhelm Hoermanseder, und einer aus Frankreich stammenden Übersetzerin geboren. Hoermanseder und ihr Lebensgefährte Paul Mehling sind Eltern einer Tochter (* 2020) und eines Sohnes (* 2023). Sie lebt und arbeitet in Berlin.

### Ausbildung
Nach der Matura im Jahr 2004 studierte sie Internationale Betriebswirtschaftslehre (IBWL) an der Wirtschaftsuniversität Wien. Das Studium schloss sie 2010 mit der Diplomarbeit zum Thema Der japanische Ansatz des wissensbasierten Managements und seine Einbettung in die Wirtschaftsgeschichte und die Kultur Japans ab. 2008 bis 2009 besuchte sie Kurse am Central Saint Martins College of Art and Design in London, von 2010 bis Juni 2013 studierte sie Modedesign an der ESMOD Modeschule in Berlin. 2012 absolvierte sie ein viermonatiges Praktikum bei dem von Alexander McQueen gegründeten Modeunternehmen. Dort wurde sie inspiriert sich mit Korsetts zu beschäftigen. In weiterer Folge stieß sie auf orthopädische Korsetts.

### Tätigkeit als Designerin
Im November 2013 gründete sie ihr eigenes Modelabel, im Jänner 2014 präsentierte sie ihre erste eigene Kollektion auf der Berlin Fashion Week. Im September 2014 eröffnete sie während der Fashion Week zum ersten Mal einen Showroom in Paris. 2015 beschäftigt sie 16 Mitarbeiter in ihrem Berliner Atelier.

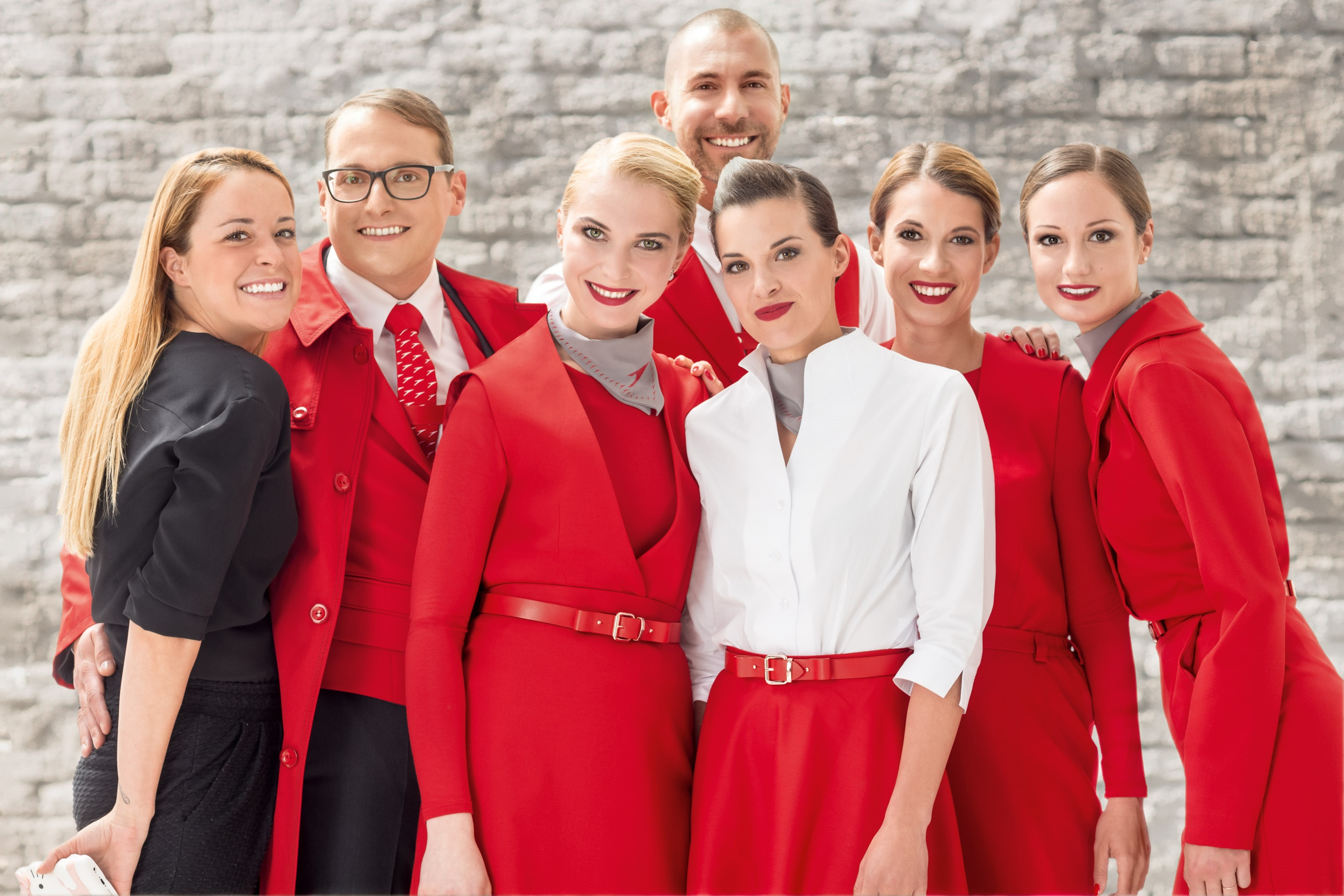
Marina Hoermanseder (in schwarzer Kleidung) mit für die Austrian Airlines entworfenen Uniformen (2015)

Hoermanseder entwarf 2015 für die Austrian Airlines neue Uniformen, die ursprünglich ab 2016 zum Einsatz kommen sollten. Im September 2015 eröffnete sie die siebente MQ Vienna Fashion Week. Die Kollektion Frühling/Sommer-Kollektion 2016 ist von Trachten und Uniformen der österreichisch-ungarischen Monarchie inspiriert. Im Juli 2017 stellte sie die neuen Postuniformen vor, die schrittweise bis 2019 eingeführt werden sollen. Im August 2017 präsentierte sie ihre erste, gemeinsam mit dem Münchner Trachtenunternehmen Angermaier entworfene, Dirndl-Kollektion.
Ihre Entwürfe werden unter anderem von Lady Gaga, Rihanna und FKA Twigs öffentlich getragen. Darüber hinaus gibt es eine Kooperation mit Nike. Ein Entwurf ihrer ersten Kollektion steht im New Yorker Museum des Fashion Institute of Technology. Ihre Kollektionen sind mit Fetisch-Elementen durchsetzt und von orthopädischen Produkten inspiriert. Markenzeichen sind Lederstriemen-Röcke, Lederkorsetts und Lederschnallen, neben schwarz setzt sie auch auf haut- und cremefarbenen Lederteile.
Bei der Gala zum Deutschen Computerspielpreis 2019 trug die deutsche Staatsministerin für Digitalisierung Dorothee Bär ein von Hoermanseder entworfenes Outfit. Im Rahmen der Berlin Fashion Week wurde im Juli 2019 ein Ausblick auf ihre Kollektion für Palmers präsentiert. Im September 2020 erfolgte die Präsentation ihre Schuhkollektion in Kooperation mit Buffalo Boots. 2021 kreierte sie für Rado eine Uhr, brachte mit Palmers eine Bademoden-Kollektion heraus und entwarf für Colgate eine Kosmetiktasche. Im Rahmen der About You Fashion Week in Berlin präsentierte sie im September 2021 abgekoppelt von ihrem Label die Marke Hoermanseder, die sich an eine jüngere Kundschaft richtet. Die Entwürfe sollen auch außerhalb der Couture-Szene getragen werden.
Für die Shop-Mitarbeiter der Deutschen Telekom entwarf sie eine Anfang 2023 präsentierte Unternehmenskleidung. Für Almdudler gestaltete sie 2025 eine Oktoberfest-Kollektion von Designerflaschen.

### Film und Fernsehen
Im September 2015 war sie im ORF bei Stöckl zu Gast, im Oktober 2016 bei Wir sind Kaiser und im Februar 2018 bei der Late-Night-Show Willkommen Österreich. Ab November 2017 fungierte sie bei der achten Staffel von Austria’s Next Topmodel als Jury-Mitglied. In der 16. Staffel der deutschen Castingshow Germany’s Next Topmodel fungierte sie im Februar 2021 als Gastjurorin. 2024 nahm sie an der RTL-Reality-Spielshow Die Verräter – Vertraue Niemandem! teil.
Beim Spielfilm Angst von Regisseur und Drehbuchautor Vladislav Yö, der am Filmfestival Max Ophüls Preis 2018 gezeigt wurde, war sie für das Kostümbild verantwortlich.

### Sonstiges
Im Juli 2018 wurde sie neben Jasmin Ouschan und Benjamin Raich Botschafterin des ÖFB-Cups.

## Auszeichnungen
- 2014: Premium Young Designers Award[40]
- 2015: First Mentee of Fashion Council Germany[41]
- 2015: Modepreis der Stadt Wien der Austrian Fashion Awards (AFA)[12]
- 2015: Nominierung durch Die Presse zur Österreicherin des Jahres in der Kategorie Erfolg international[42]
- 2016: look! Women of the Year-Award in der Kategorie Visionärinnen[43]
- 2016: Iconist Young Icon Award[44]
- 2018: Vienna Awards – Designer of the Year[45]
- 2020: PETA's Vegan Fashion Award[46]
- 2020: Vienna Awards – Style Icon of the Year[47]